# Varicosia
Varicosia là một chi bướm đêm thuộc họ Erebidae.